# Romantische Straße

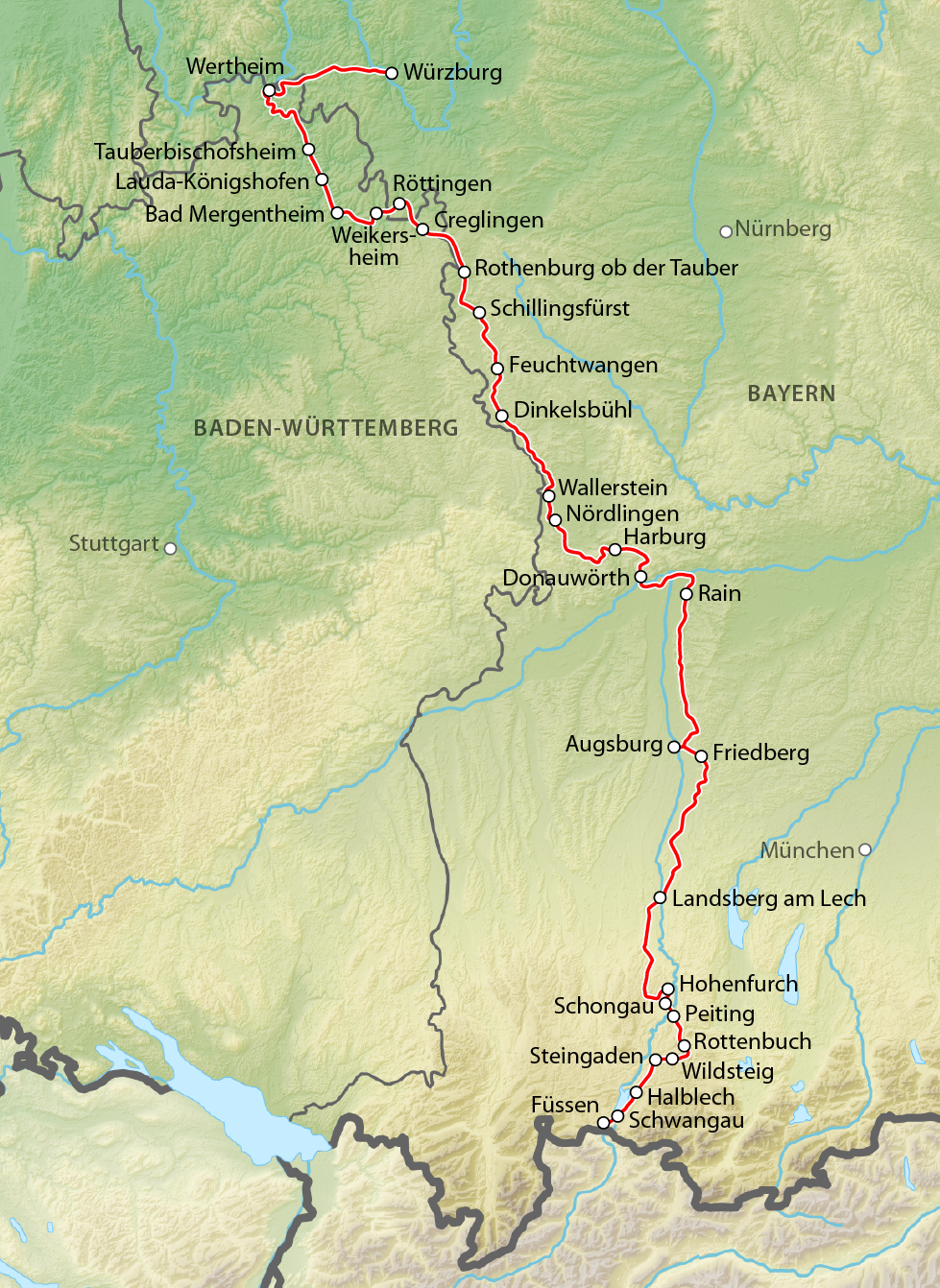
Verlauf der Romantischen Straße

Die Romantische Straße ist eine der ältesten, bekanntesten und beliebtesten Ferienstraßen in Deutschland.
Mit etwa fünf Millionen Gästeübernachtungen, einer zusätzlich vier- bis fünfmal so hohen Anzahl von Tagesbesuchern und etwa 15.000 direkt durch den Tourismus generierten Arbeitsplätzen ist sie ein wirtschaftlich bedeutendes süddeutsches Reiseziel.
Die Romantische Straße beginnt am Main, führt vom (württembergischen) Westen Frankens ins bayerische Schwaben, über ein Stück oberbayerisches Gebiet bis zum Alpenrand im Ostallgäu, wieder im Regierungsbezirk Schwaben. Die Straße erstreckt sich über 413 km von Würzburg bis nach Füssen.
Seit 1985 befindet sich der Geschäftsstellensitz der „Romantische Straße Touristik-Arbeitsgemeinschaft GbR“ in Dinkelsbühl.

## Sehenswürdigkeiten
Wichtige Zwischenstationen in geschichtlicher Hinsicht oder wegen des landschaftlichen Reizes sind Würzburg, Wertheim, Bad Mergentheim, Weikersheim, Rothenburg ob der Tauber, Dinkelsbühl, Nördlingen, Harburg, Donauwörth, Augsburg, Friedberg, Landsberg am Lech und Füssen.
Landschaftlich reizvolle Gegenden sind das Taubertal, das Nördlinger Ries, der Lechrain und die gesamte Voralpenlandschaft zwischen Landsberg am Lech und Füssen.
Sehenswürdigkeiten sind unter anderem die Würzburger Residenz, die mittelalterlichen Stadtbilder von Rothenburg ob der Tauber, Dinkelsbühl und Nördlingen mit rundum begehbarer Stadtmauer, die Fuggerei Augsburg, Landsberg am Lech mit seiner historischen Altstadt und dem Lechwehr, die Wieskirche (eine der bekanntesten Rokoko-Kirchen) und das von König Ludwig II. erbaute Schloss Neuschwanstein.

## Entstehungsgeschichte
Die Romantische Straße besteht seit 1950. Mit der Gründung verfolgte man das Ziel, Deutschland nach dem Zweiten Weltkrieg als Urlaubsland wieder attraktiv zu machen. Deutschland sollte als ein in die europäische Geschichte eingebettetes Land mit entsprechender Ausstattung an Bau- und Kunstdenkmälern dargestellt werden.
Die ersten Urlauber waren US-Amerikaner, die als Besatzungssoldaten mit ihren Familien dort Urlaub machten.
Anfang 2009 gab es die erste Streckenänderung seit Bestehen der Romantischen Straße: Der Weg führt nun von Donauwörth entlang der Donau über Rain und Thierhaupten nach Augsburg und von dort über Kissing und Mering nach Landsberg am Lech.
Am 14. September 2011 wurde die Routenführung zwischen Landsberg und Hohenfurch geändert. Sie verläuft hier seither nicht mehr über die mittlerweile dreispurig ausgebaute Bundesstraße 17, sondern westlich davon durch Erpfting, Unterdießen, Fuchstal, Denklingen, Schwabsoien, Altenstadt und Schwabniederhofen nach Hohenfurch, wo sie wieder auf die B 17 trifft.
Im September 2012 wurde die Route zwischen Nördlingen und Donauwörth geändert. Anstatt direkt über die B 25 führt sie nun über Nebenstraßen von Nördlingen nach Harburg, wo sie den alten Verlauf kreuzt. Von Harburg aus erreicht sie, ebenfalls über Nebenstraßen, Kaisheim, und von dort über die B 2 Donauwörth.
Seit 1. Januar 2016 führt der nördlichste Teil der Romantischen Straße von Würzburg über Holzkirchen und die Wertheimer Stadtteile Dertingen und Urphar nach Wertheim. Ab dort folgt die Route dem Taubertal über Wertheim-Reicholzheim, das ehemalige Kloster Bronnbach und die Werbacher Ortsteile Gamburg, Niklashausen und die Ortschaft Werbach weiter nach Tauberbischofsheim.
Die Romantische Straße endet in Füssen, kurz vor der österreichischen Grenze.

## Radfernweg und Weitwanderweg
Für Radwanderer existiert eine beschilderte Alternativroute. Dieser 494 km lange Radfernweg Romantische Straße verläuft vor allem auf Nebenstraßen und Radwegen. Der Routenverlauf entspricht dem südlichen Teil der D-Route 9.
Zusätzlich gibt es einen bisweilen auf schmaleren Wegen verlaufenden Weitwanderweg vom Main bis zu den Alpen. Dieser wurde 2006 in Würzburg eröffnet.

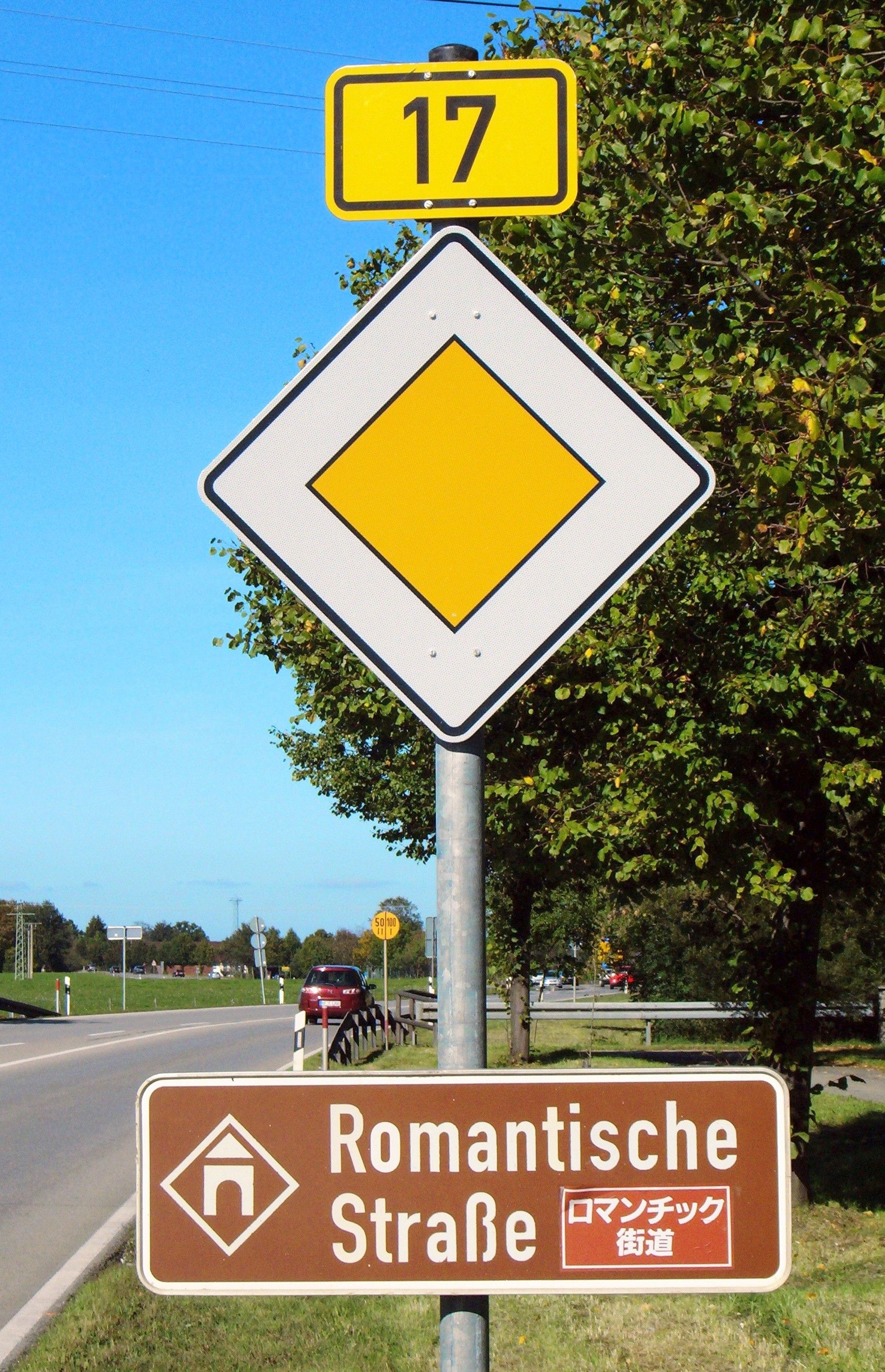
Beschilderung der Autostrecke
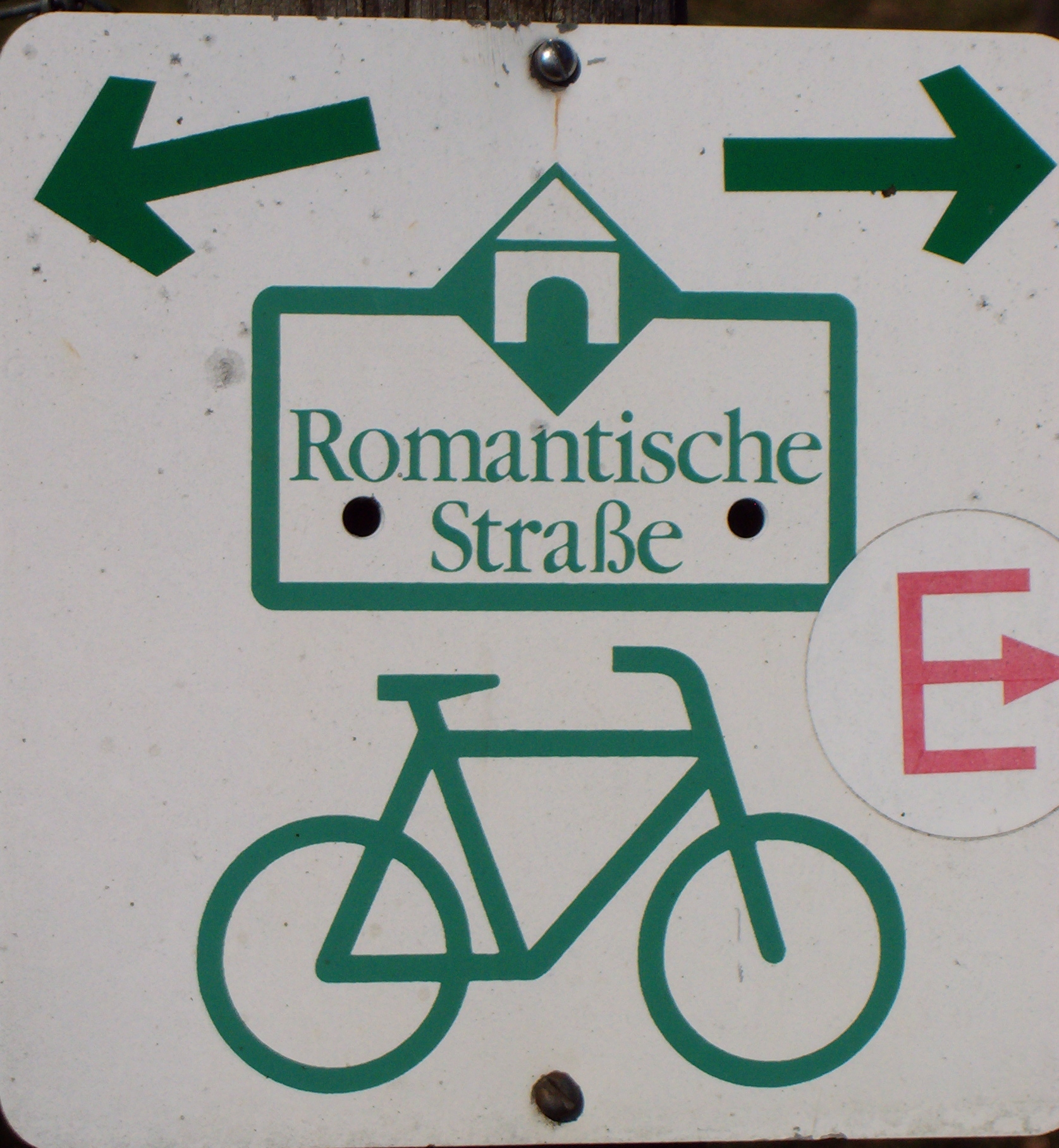
Beschilderung der Fahrradstrecke
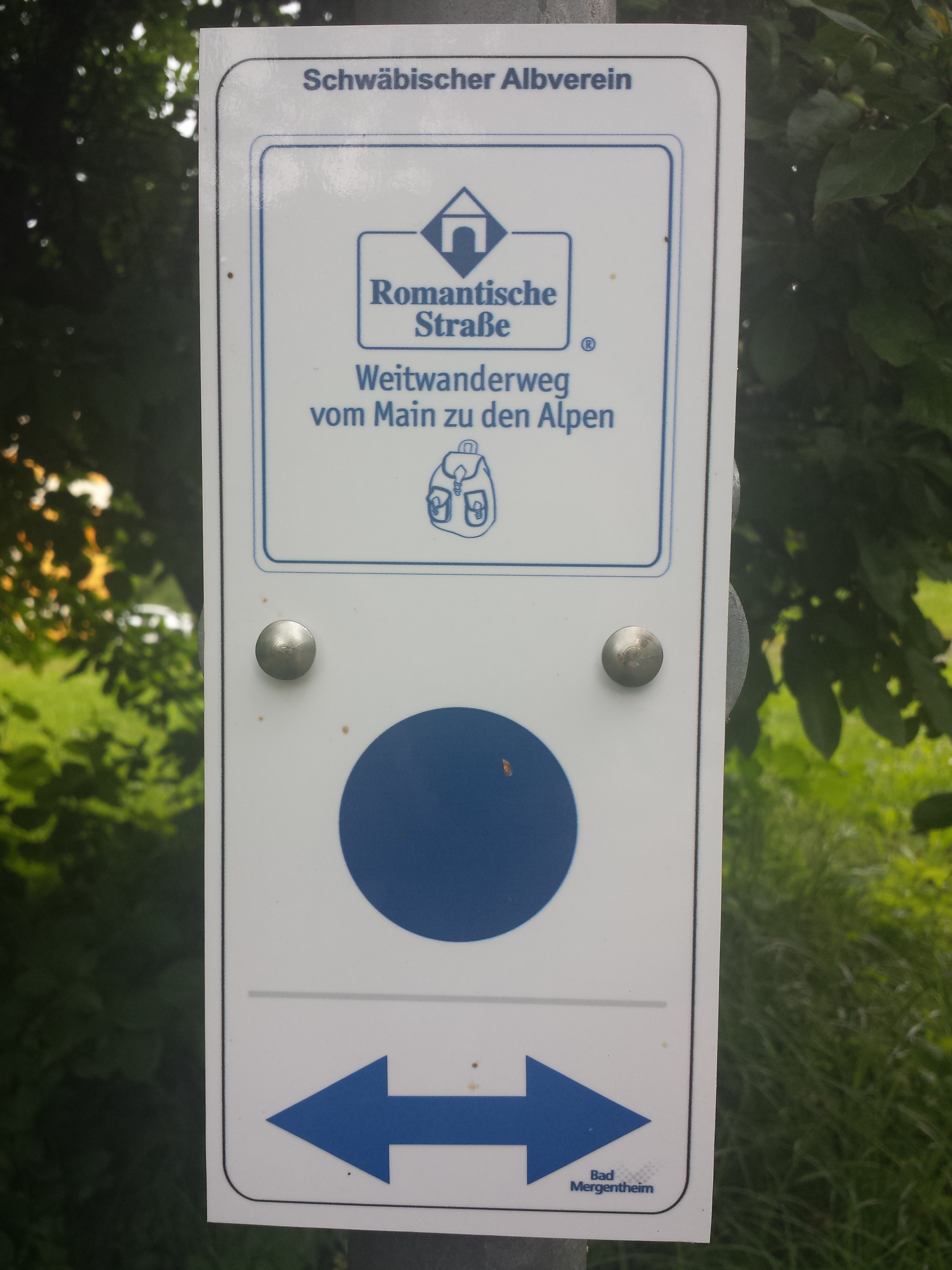
Beschilderung des Weitwanderwegs
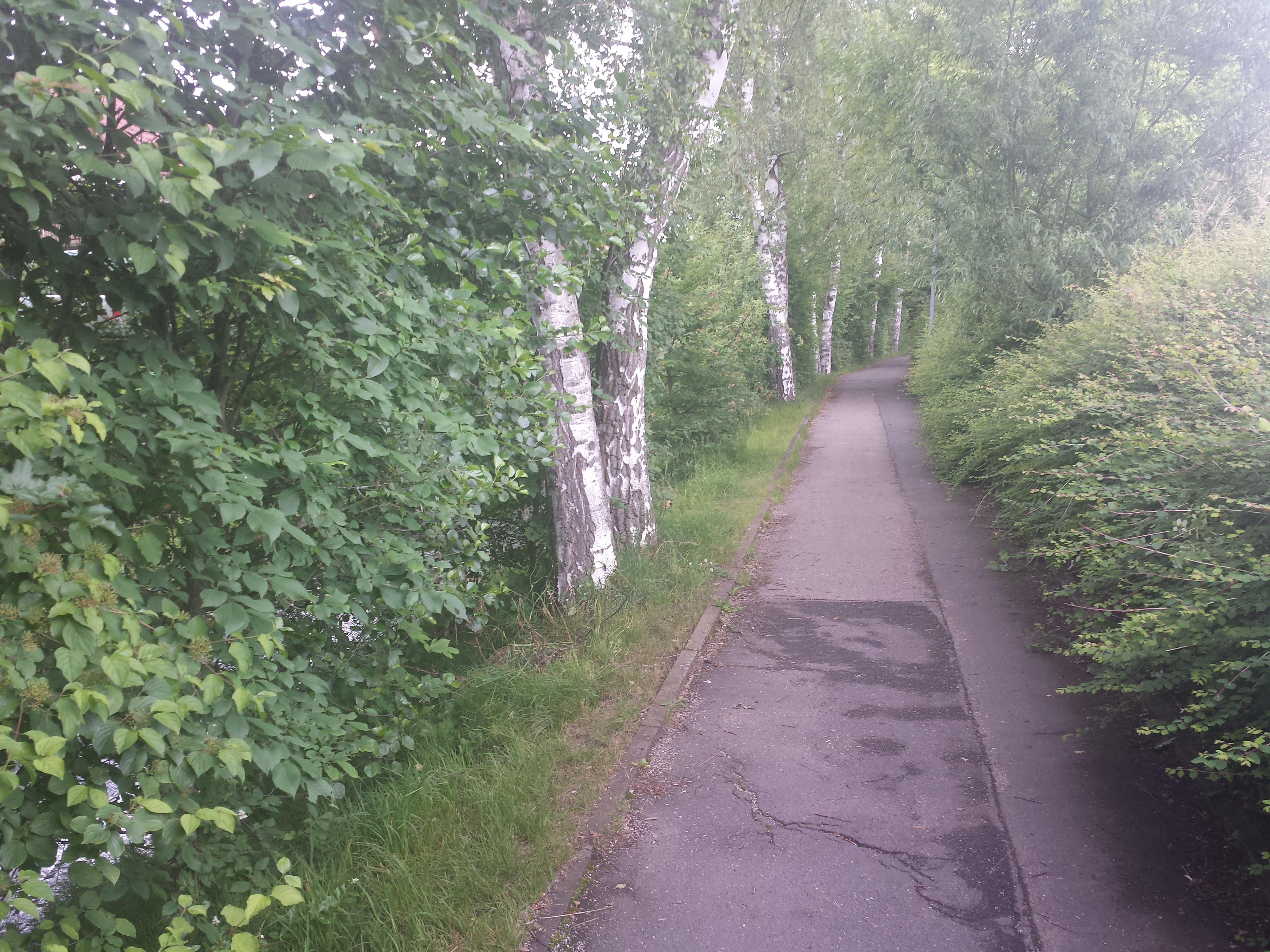
Der Weitwanderweg bei Bad Mergentheim
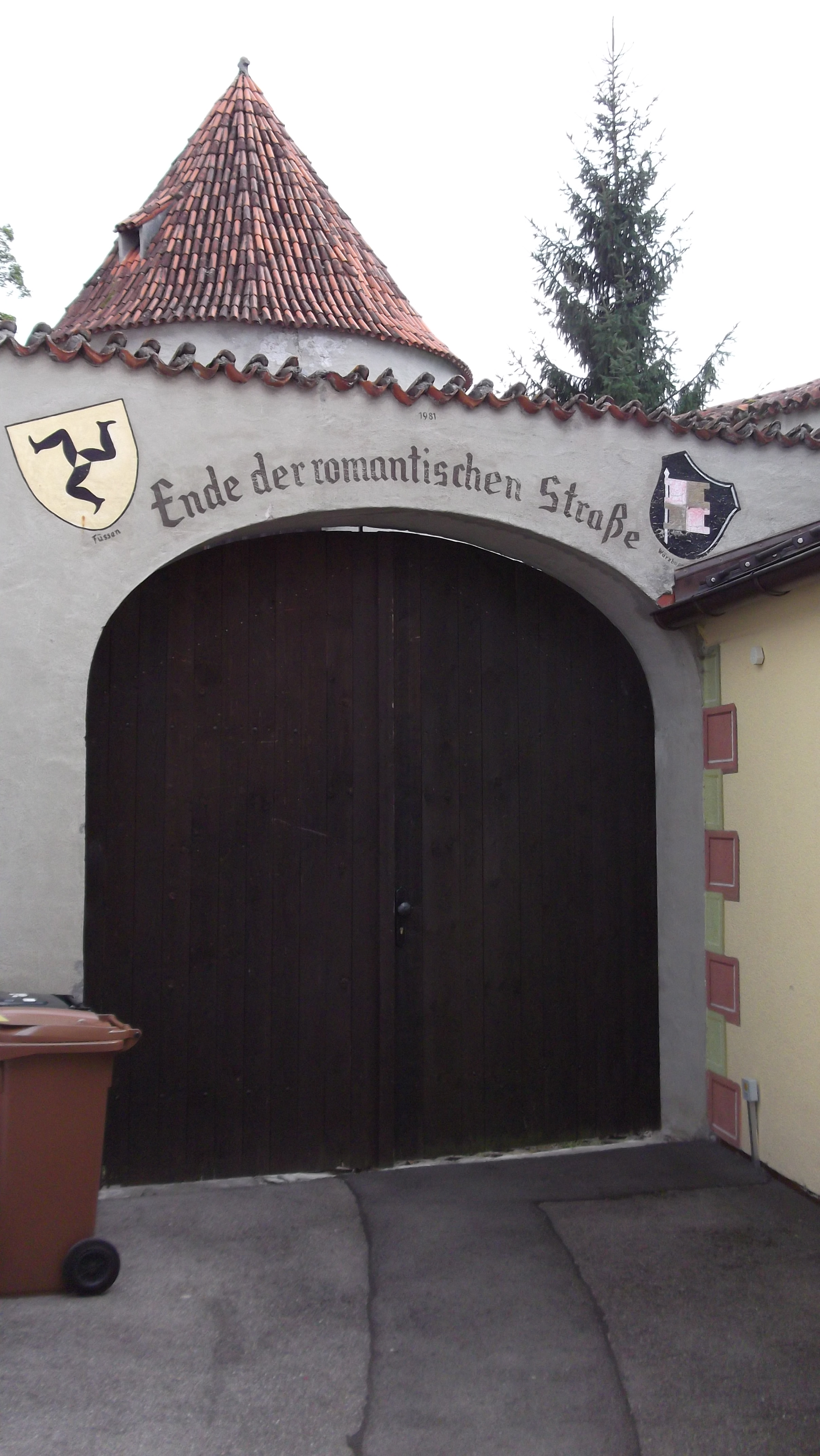
Ende der Romantischen Straße an der Abtei St. Stephan in Füssen (Franziskanerkloster Füssen)
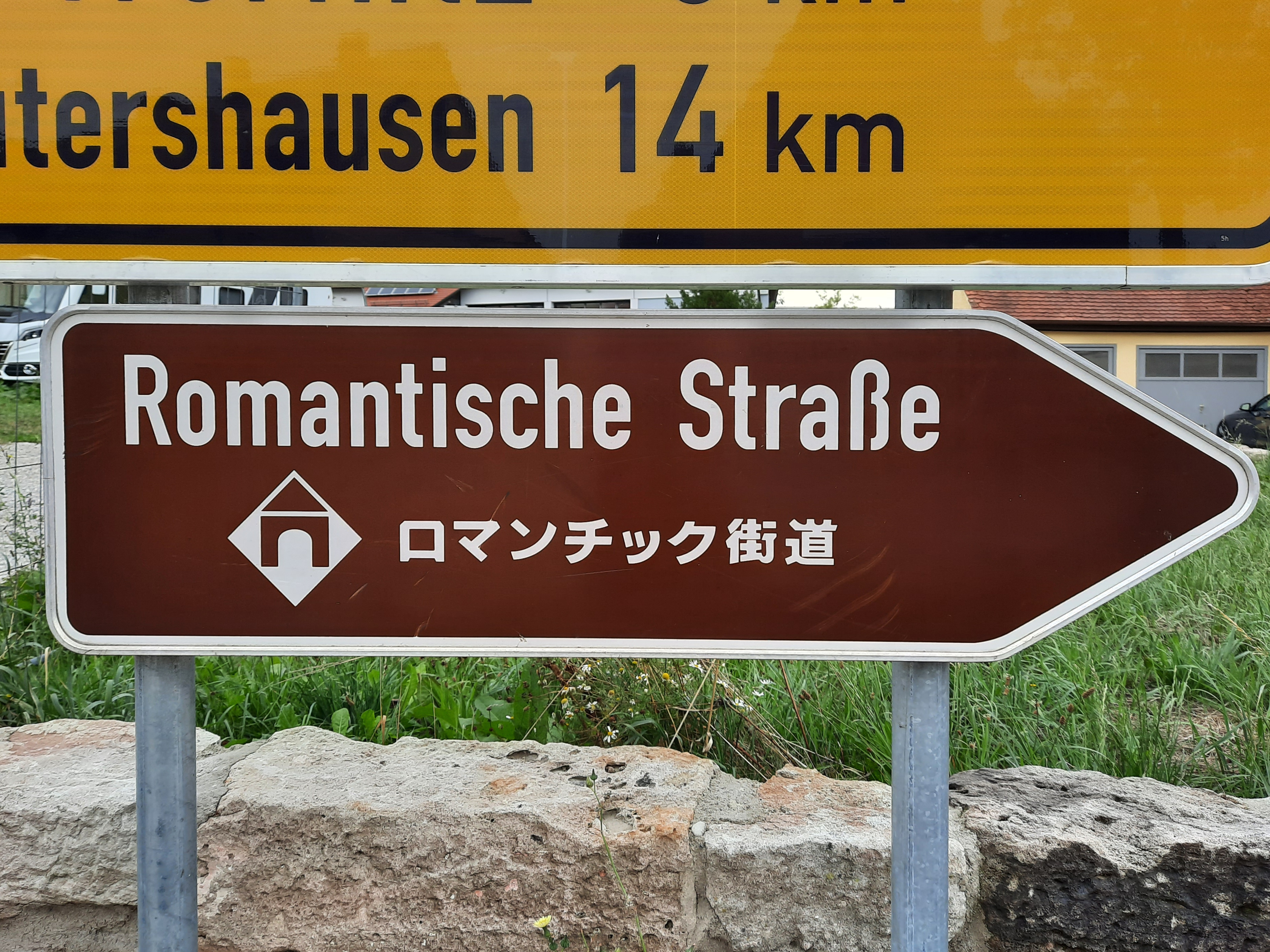
Touristisches Hinweisschild mit japanischer Beschriftung

## Fernbus Romantic Road Coach
Der Romantic Road Coach fährt seit 70 Jahren und ist somit die älteste Fernbuslinie Deutschlands. Die Busse starten bereits in Frankfurt (Main) und fahren ab Würzburg auf der Romantischen Straße. Das südliche Teilstück ab Augsburg wird nicht vom Fernbus bedient, da dieser weiter nach München fährt. Allerdings ist der Preis der Zugfahrkarte zwischen Donauwörth und Augsburg bzw. Füssen im Fahrpreis des Fernbusses enthalten.

## Rezeption
Die Romantische Straße prägte das Bild von Deutschland im Ausland maßgeblich. Mitte der 1990er Jahre kannten 93 Prozent der „reisefähigen“ Japaner die Romantische Straße zumindest dem Namen nach. Auch in Brasilien gehört die Romantische Straße zu den Top-Attraktionen für Deutschland-Urlauber.
In Japan existiert seit 1982 eine sich am deutschen Vorbild orientierende Romantische Straße. Seit 1998 gibt es mit der Rota Romântica eine brasilianische Variante und der südkoreanische Ableger wurde 2009 eröffnet. Auch in Taiwan existiert eine Romantische Straße nach deutschem Vorbild.